# Nikolaï Khokhlov
Pour les articles homonymes, voir Khokhlov.
Nikolaï Ievguenievitch Khoklov (en russe : Николай Евгеньевич Хохлов), né le 7 juin 1922 à Nijni Novgorod (RSFS de Russie) et mort le 17 septembre 2007 à San Bernardino, en Californie (États-Unis), est un officier du KGB en Union soviétique, qui fit défection aux États-Unis en 1953. Il témoigna au sujet des activités terroristes du KGB, qui tenta sans succès de le tuer en l'empoisonnant ; la presse occidentale en fit un véritable héros de guerre froide.

## Biographie

### Contexte familial
Les parents de Khokhlov parents divorcèrent alors qu'il était très jeune. Il connaissait peu son père qui servit plus tard comme commissaire politique dans l'Armée rouge. Pendant la bataille de Moscou, le père de Khokhlov fut muté dans un bataillon disciplinaire parce qu'il avait fait des remarques défavorables sur Staline. Il trouva la mort dans ce bataillon.
Son beau-père, un excellent avocat, se porta volontaire pour défendre Moscou en 1941 et mourut lui aussi presque immédiatement dans la bataille. Comme Khokhlov l'écrivit plus tard, « l'armée avait besoin de chair à canon ».

### Carrière au NKVD
En octobre 1941, Khokhlov, alors âgé de 19 ans, était membre d'un groupe de quatre membres du NKVD, qui avaient été formés pour commettre un attentat spectaculaire contre les officiers nazis lors de leur célébration de la victoire dans Moscou occupé. Ce plan avait été conçu par Mikhaïl Makliarski, un haut responsable du NKVD. Les quatre jeunes agents auraient joué dans un spectacle lors de la célébration. Khokhlov avait été choisi pour le rôle en raison de ses aptitudes à siffler. Mais après la retraite allemande dans les environs de Moscou, le spectacle fut annulé.
Nikolaï Khokhlov fit ensuite partie d'une unité qui se distingua par ses actions menées derrière les lignes allemandes. Déguisé en officier nazi, il fut ainsi parachuté en Biélorussie occupée et participa à l'assassinat de Wilhelm Kube, le Gauleiter nazi de la Biélorussie. Après la guerre, Khokhlov devint le modèle du héros du célèbre film soviétique, sorti en 1947 : Podvig Razbedtchika (Подвиг разведчика) – intitulé L'exploit d'un éclaireur ou Personne ne le saura dans la version française.

### En mission
Le KGB le chargea d'encadrer deux agents, qui avaient reçu pour mission d'assassiner Georges Okolovitch, le président de la Nouvelle alliance des solidaristes russes. Il prit alors la décision de ne pas suivre ces ordres et discuta de la situation avec sa femme, Yana, qui lui dit : « Si cet homme est tué, tu seras un meurtrier et je ne veux pas être l'épouse d'un meurtrier ». Khokhlov se rendit à l'appartement d'Okolovitch, à Francfort, et lui déclara : « Gueorgui Sergueïevitch, je suis venu de Moscou pour toi. Le Comité central du Parti communiste de l'Union soviétique a ordonné ton assassinat. Mon groupe est chargé du meurtre… Je ne peux pas laisser ce meurtre se produire. » Sa femme fut arrêtée et condamnée en représailles à cinq années d'exil intérieur en Union soviétique.

### Empoisonnement au thallium
Khokhlov fut traité pour une intoxication au thallium, à Francfort en 1957, à la suite d’une tentative d'assassinat par la Treizième Direction du KGB. Cette affaire a souvent été présentée comme la première attaque radiologique, à la lumière de l'empoisonnement d'Alexandre Litvinenko, même si l'on ignore quel isotope fut utilisé. L'ancien officier du KGB Stanislav Lekarev prétendit, cependant, que Khokhlov avait été empoisonné par du polonium radioactif et pas du thallium, exactement comme Litvinenko.

### Vie aux États-Unis
De 1968 à 1992, le docteur Khokhlov enseigna aux étudiants de premier, deuxième et troisième cycles de l'université d'État de Californie à San Bernardino, et prit sa retraite comme professeur honoraire en 1993. Le président russe Boris Eltsine le gracia en 1992, ce qui lui permit de revenir à Moscou pour la première fois depuis les années 1950. Il prit contact avec son fils né en Russie dont il avait ignoré l'existence et put le rencontrer. Khokhlov se remaria aux États-Unis et eut trois fils.
En 2006, Khokhlov établit une comparaison entre son empoisonnement un demi-siècle plus tôt et l'assassinat d'Alexandre Litvinenko, indiquant : « La situation en Russie aujourd'hui est très dangereuse. Il n'y a pas plus de lois et pas plus d'ordre. Poutine a fait revenir beaucoup de gens du KGB et il y a trop de KGB au sommet, les vieux dinosaures ne peuvent pas se débarrasser des vieilles habitudes ».
Nikolai Khokhlov est décédé d'une crise cardiaque à San Bernardino, en septembre 2007.

## Source
- (en) Cet article est partiellement ou en totalité issu de l’article de Wikipédia en anglais intitulé « Nikolai Khokhlov » (voir la liste des auteurs).